# مت هامون
مت هامون (انگلیسی: Matt Hamon؛ زادهٔ ۳ سپتامبر ۱۹۶۸) دوچرخه‌سوار اهل ایالات متحده آمریکا است.
وی در مسابقات کشوری و بین‌المللی در مجموع برندهٔ ۱ مدال نقره، ۱ مدال برنز شده‌است.